# Gales en la Copa Mundial de Rugby de 2019
Los Dragones rojos fueron una de las 20 naciones participantes de la Copa Mundial de Rugby de 2019, que se celebró por primera vez en Japón.
La novena participación galesa vio a uno de sus equipos más fuertes, para alcanzar por tercera vez las semifinales y convertirse así en una de las selecciones más fuertes de los años 2010.

## Plantel

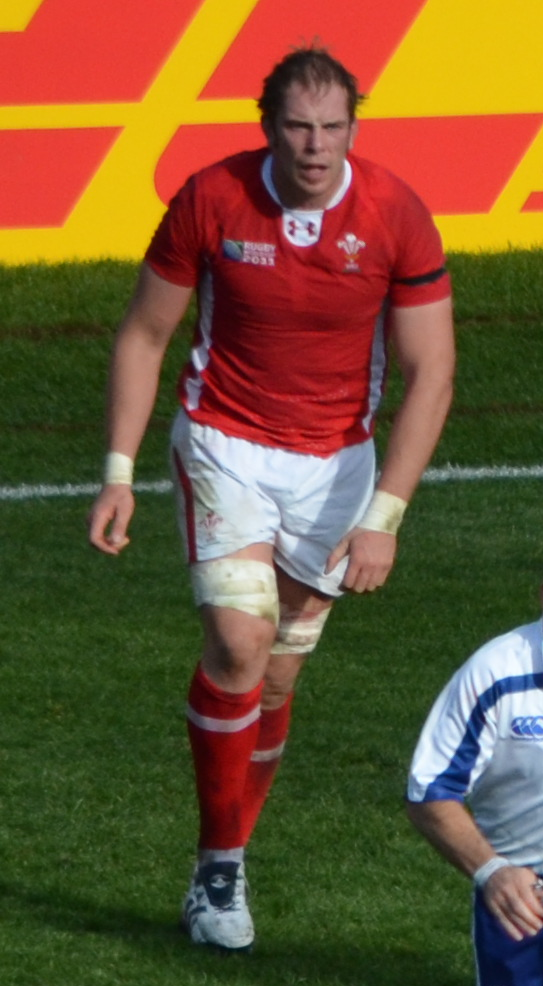
Alun Wyn Jones fue el capitán.

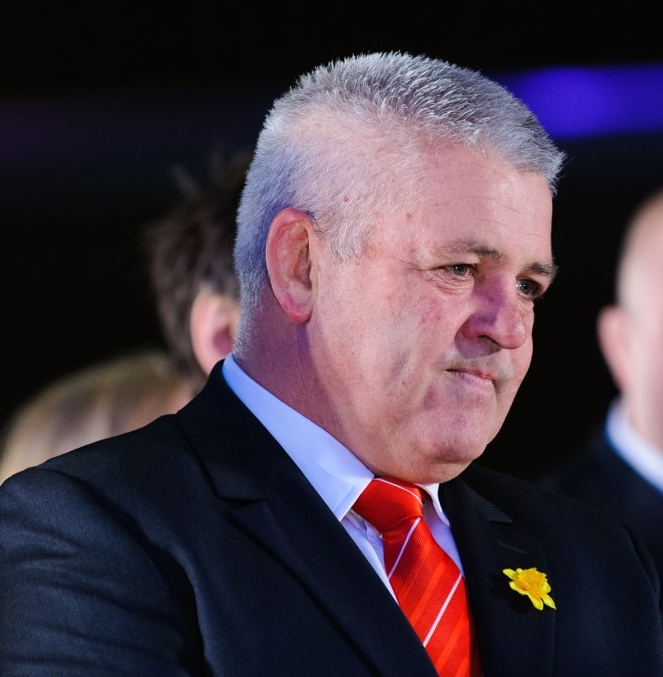
Fue el último mundial de Gatland.

El neozelandés Gatland (52 años) tuvo como asistentes a:
- Entrenador de Forwards: Robin McBryde
- Entrenador de Destrezas: Neil Jenkins
- Entrenador de Ataque:  Rob Howley
- Entrenador de Defensa:  Shaun Edwards

Howley fue expulsado por apostar.
|                     | Jugador          | Edad    | Posición      | Tests | Equipo             |
| ------------------- | ---------------- | ------- | ------------- | ----- | ------------------ |
| Hookers y Pilares   |                  |         |               |       |                    |
|                     | Elliot Dee       | 25 años | Hooker        | 23    | Dragons            |
|                     | Ryan Elias       | 24 años | Hooker        | 8     | Scarlets           |
| 2                   | Ken Owens        | 32 años | Hooker        | 67    | Scarlets           |
|                     | Rhys Carré       | 21 años | Pilar         | 1     | Saracens           |
| 3                   | Tomas Francis    | 27 años | Pilar         | 44    | Exeter Chiefs      |
| 1                   | Wyn Jones        | 27 años | Pilar         | 16    | Scarlets           |
|                     | Dillon Lewis     | 23 años | Pilar         | 16    | Cardiff Blues      |
|                     | Nicky Smith      | 25 años | Pilar         | 32    | Ospreys            |
| Segundas líneas     |                  |         |               |       |                    |
| 4                   | Jake Ball        | 28 años | Segunda línea | 37    | Scarlets           |
|                     | Adam Beard       | 23 años | Segunda línea | 16    | Ospreys            |
|                     | Bradley Davies   | 32 años | Segunda línea | 64    | Ospreys            |
| 5                   | Alun Wyn Jones   | 34 años | Segunda línea | 129   | Ospreys            |
| Alas y Octavos      |                  |         |               |       |                    |
|                     | James Davies     | 29 años | Ala           | 5     | Scarlets           |
| 8                   | Ross Moriarty    | 25 años | Octavo        | 35    | Dragons            |
| 6                   | Josh Navidi      | 28 años | Ala           | 20    | Cardiff Blues      |
|                     | Aaron Shingler   | 32 años | Ala           | 21    | Scarlets           |
| 7                   | Justin Tipuric   | 30 años | Ala           | 67    | Ospreys            |
|                     | Aaron Wainwright | 22 años | Ala           | 13    | Dragons            |
| Medios scrums       |                  |         |               |       |                    |
|                     | Aled Davies      | 27 años | Medio scrum   | 19    | Ospreys            |
| 9                   | Gareth Davies    | 29 años | Medio scrum   | 45    | Scarlets           |
|                     | Tomos Williams   | 24 años | Medio scrum   | 10    | Cardiff Blues      |
| Aperturas y Centros |                  |         |               |       |                    |
| 10                  | Dan Biggar       | 30 años | Apertura      | 74    | Northampton Saints |
|                     | Rhys Patchell    | 26 años | Apertura      | 14    | Scarlets           |
| 13                  | Jonathan Davies  | 31 años | Centro        | 77    | Scarlets           |
| 12                  | Hadleigh Parkes  | 32 años | Centro        | 19    | Scarlets           |
|                     | Owen Watkin      | 23 años | Centro        | 16    | Ospreys            |
| Fullbacks y Wings   |                  |         |               |       |                    |
| 11                  | Josh Adams       | 24 años | Wing          | 15    | Cardiff Blues      |
|                     | Hallam Amos      | 25 años | Wing          | 20    | Cardiff Blues      |
| 14                  | George North     | 27 años | Wing          | 87    | Ospreys            |
| 15                  | Leigh Halfpenny  | 30 años | Fullback      | 83    | Scarlets           |
|                     | Liam Williams    | 28 años | Fullback      | 59    | Saracens           |

## Participación

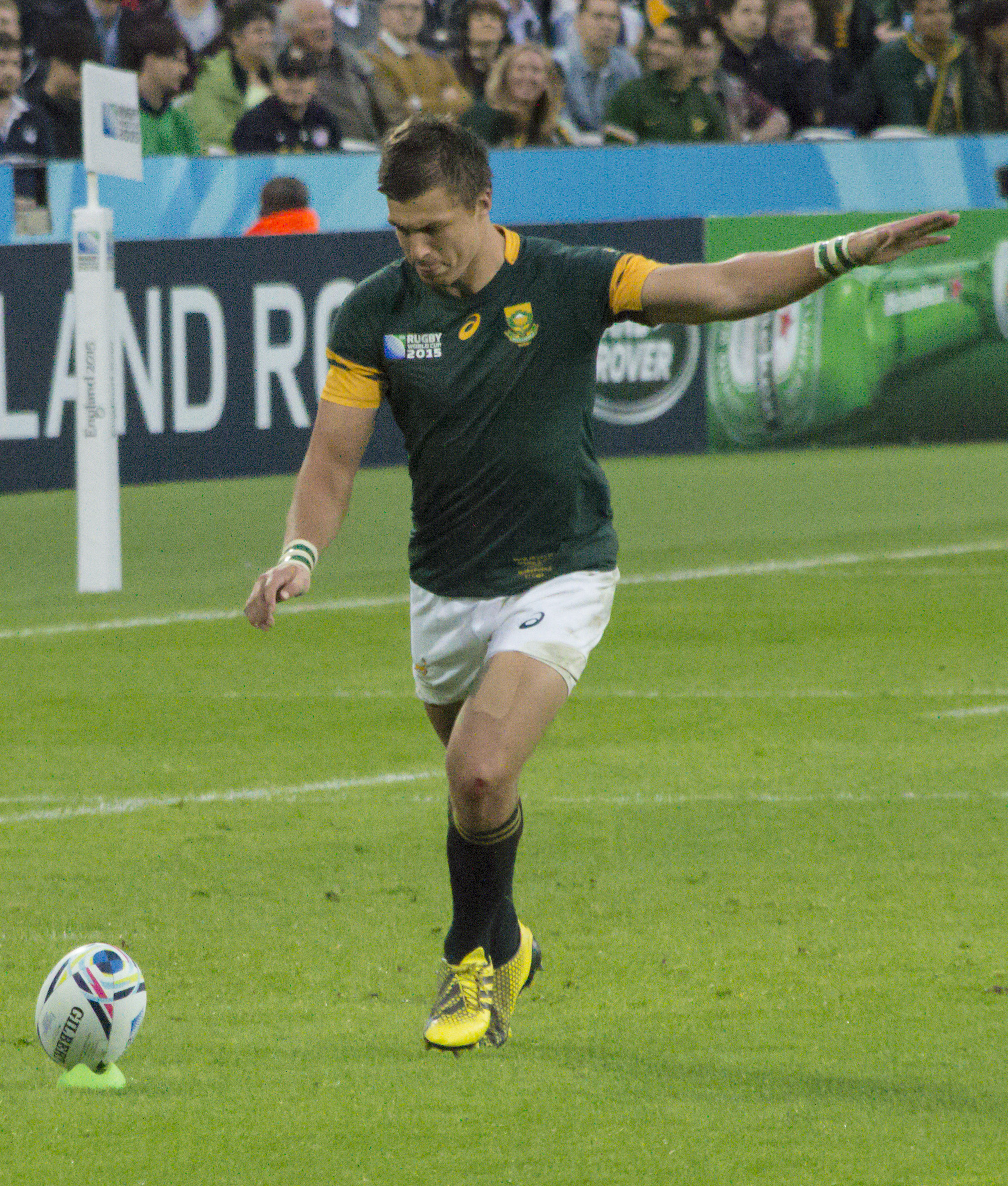
Un penal de Pollard los dejó afuera de la final.

La Rosa integró el Grupo D con los candidatos Wallabies, la dura Fiyi, los Teros y la débil Georgia.
El duelo clave fue con Australia del técnico Michael Cheika, quien alineó: Scott Sio, Rory Arnold, el capitán Michael Hooper, Will Genia, Samu Kerevi y la estrella Kurtley Beale. Gales triunfó agónicamente por cuatro puntos.

### Fase final
Los cuartos puso enfrente a Les Bleus, eran dirigidos por Jacques Brunel y sus representados: el capitán Guilhem Guirado, Sébastien Vahaamahina, Louis Picamoles, Baptiste Serin, Wesley Fofana y la estrella Maxime Médard. Los británicos ganaron de milagro, por apenas un punto.
Las semifinales los cruzó ante los serios candidatos de los Springboks, entrenados por Rassie Erasmus y formados: Tendai Mtawarira, Eben Etzebeth, el capitán Siya Kolisi, Faf de Klerk, Handré Pollard y la estrella Cheslin Kolbe. Los Dragones rojos jugaron de igual a igual y sólo un penal les dio la victoria a los africanos.

### Tercer puesto
El partido consuelo fue contra los All Blacks, que solo habían caído ante Inglaterra, eran conducidos por Steve Hansen y diagramaron: Dane Coles, Brodie Retallick, el capitánAaron Smith Kieran Read, Aaron Smith, la estrella Sonny Bill Williams y Ben Smith. En esta ocasión, Nueva Zelanda demostró todo su nivel y derrotó a Gales 40–17.